# 검은군소
검은군소(영어: black sea hare)는 매우 큰 해양연체동물로, 바다민달팽이 종류 중 가장 크다.
미국 캘리포니아주 및 멕시코 바하칼리포르니아반도의 태평양 해안에 서식한다. 매우 큰 종으로, 발견된 가장 큰 개체는 체장 99 센티미터, 체중 14 킬로그램에 달했다.
대부분의 다른 군소들과 달리 먹물을 만들지 못한다. 초식성으로 해초를 먹고 산다.